# Thirty One
Thirty One es el segundo álbum de estudio de la actriz y cantante estadounidense de country Jana Kramer. Lanzado el 9 de octubre del 2015 por Warner Music Nashville. Estuvo disponible reservar el 27 de agosto del 2015 en iTunes, el mismo día en que se reveló la lista de canciones.

## Lista de canciones
| CD  |                           |          |  |
| N.º | Título                    | Duración |  |
| 1.  | «Boomerang»               | 3:43     |  |
| 2.  | «Don't Touch My Radio»    | 2:46     |  |
| 3.  | «I Got the Boy»           | 3:21     |  |
| 4.  | «Pop That Bottle»         | 3:06     |  |
| 5.  | «Love»                    | 3:26     |  |
| 6.  | «Circles»                 | 3:59     |  |
| 7.  | «Bullet»                  | 2:51     |  |
| 8.  | «Dance in the Rain»       | 3:26     |  |
| 9.  | «Said No One Ever»        | 2:53     |  |
| 10. | «Just Like in the Movies» | 3:09     |  |
| 11. | «Last Song»               | 3:11     |  |

| Thirty One - Target Deluxe Edition (bonus track) |                   |          |  |
| N.º                                              | Título            | Duración |  |
| 12.                                              | «Dealbreaker»     | 2:40     |  |
| 13.                                              | «All I've Got»    | 3:36     |  |
| 14.                                              | «Why Ya Wanna»    | 3:42     |  |
| 15.                                              | «I Won't Give Up» | 3:20     |  |

- Datos: Q21203432